# Júlia Horta
Júlia do Vale Horta (Juiz de Fora, 31 de março de 1994) é uma jornalista, comunicadora, palestrante e modelo brasileira, conhecida por ter vencido, em 2019, o mais tradicional concurso de beleza do país, o Miss Brasil. Com a vitória no dia 9 de março na São Paulo Expo frente a um público de 15 mil pessoas, Júlia tornou-se a nona candidata do estado de Minas Gerais a ostentar a faixa nacional: A última vez que os mineiros viram sua representante coroada foi em 2010, com a vitória de Débora Lyra.

## História
Formada em Jornalismo pela Universidade Federal de Juiz de Fora, iniciou nos concursos de beleza em 2015, quando venceu o concurso de Miss Mundo Minas Gerais representando sua cidade natal. Com a vitória, representou seu estado no concurso de Miss Mundo Brasil 2015, realizado na cidade de Florianópolis, em Santa Catarina. Ao final do concurso, ficou entre as dez semifinalistas da competição, terminando em sexto lugar, no entanto, com a renúncia da vencedora original, Ana Luísa Castro, herdou o posto de quinta colocada. Com a posição, representou o Brasil no concurso internacional Rainha Internacional do Café 2016, na Colômbia, onde terminou na segunda colocação.
Dois anos mais tarde, em 2017, foi convidada para participar novamente do concurso de Miss Mundo Brasil, sediando em Angra dos Reis no Rio de Janeiro, dessa vez representando a região da Zona da Mata Mineira, sendo condecorada com o terceiro lugar, atrás apenas da mato-grossense Bárbara Reis - sexta colocada no Miss Supranational 2018 - e da eventual vencedora, a fluminense Gabrielle Vilela - semifinalista do Miss Mundo 2017. No mesmo ano disputou o concurso Miss Turismo Internacional 2017 na Malásia, onde foi a quinta colocada.
Em 2019, anunciou seu retorno aos concursos de beleza representando Juiz de Fora no Miss Minas Gerais Be Emotion 2019, sagrando-se vencedora. Na disputa pelo título de Miss Brasil 2019, Júlia foi eleita pelo voto popular como a 15ª semifinalista do concurso, além de receber os prêmios de Miss Be Emotion pelo tutorial de maquiagem publicado no canal do concurso no YouTube, de ser escolhida a melhor do Desafio do Discurso e de ser escolhida pelas demais candidatas como favorita ao título. Ao final do concurso, realizado no dia 9 de março no São Paulo Expo, diante de um público de 15 mil espectadores e com transmissão ao vivo pela Band, Júlia foi eleita Miss Brasil 2019, recebendo a faixa e a coroa das mãos de Mayra Dias, Miss Brasil 2018 e com quem competiu no Miss Mundo Brasil 2015, tornando-se a nona representante de Minas Gerais a ser eleita Miss Brasil.
Júlia foi a representante brasileira no Miss Universo 2019, ocorrido em 08 de dezembro de 2019 nos Estados Unidos, no qual competiu com mais de 90 candidatas de todo o mundo, e obtendo classificação (top 20) sendo semifinalista. Horta foi uma das grandes favoritas ao título mundial. Zozibini Tunzi, da África do Sul, foi a vencedora do certamente. 

## Concursos de beleza
As participações de Júlia em concursos de beleza:
| Concurso                                 | Representou          | Ano  |
| ---------------------------------------- | -------------------- | ---- |
| Miss Mundo Minas Gerais (Vencedora)      | Juiz de Fora         | 2015 |
| Miss Mundo Brasil (5º. Lugar)            | Minas Gerais         | 2015 |
| Rainha Internacional do Café (2º. Lugar) | Brasil               | 2016 |
| Miss Mundo Brasil (3º. Lugar)            | Zona da Mata Mineira | 2017 |
| Miss Turismo Internacional (5º. Lugar)   | Brasil               | 2017 |
| Miss Minas Gerais (Vencedora)            | Juiz de Fora         | 2019 |
| Miss Brasil (Vencedora)                  | Minas Gerais         | 2019 |
| Miss Universo (Top 20)                   | Brasil               | 2019 |